# École nationale supérieure des arts visuels

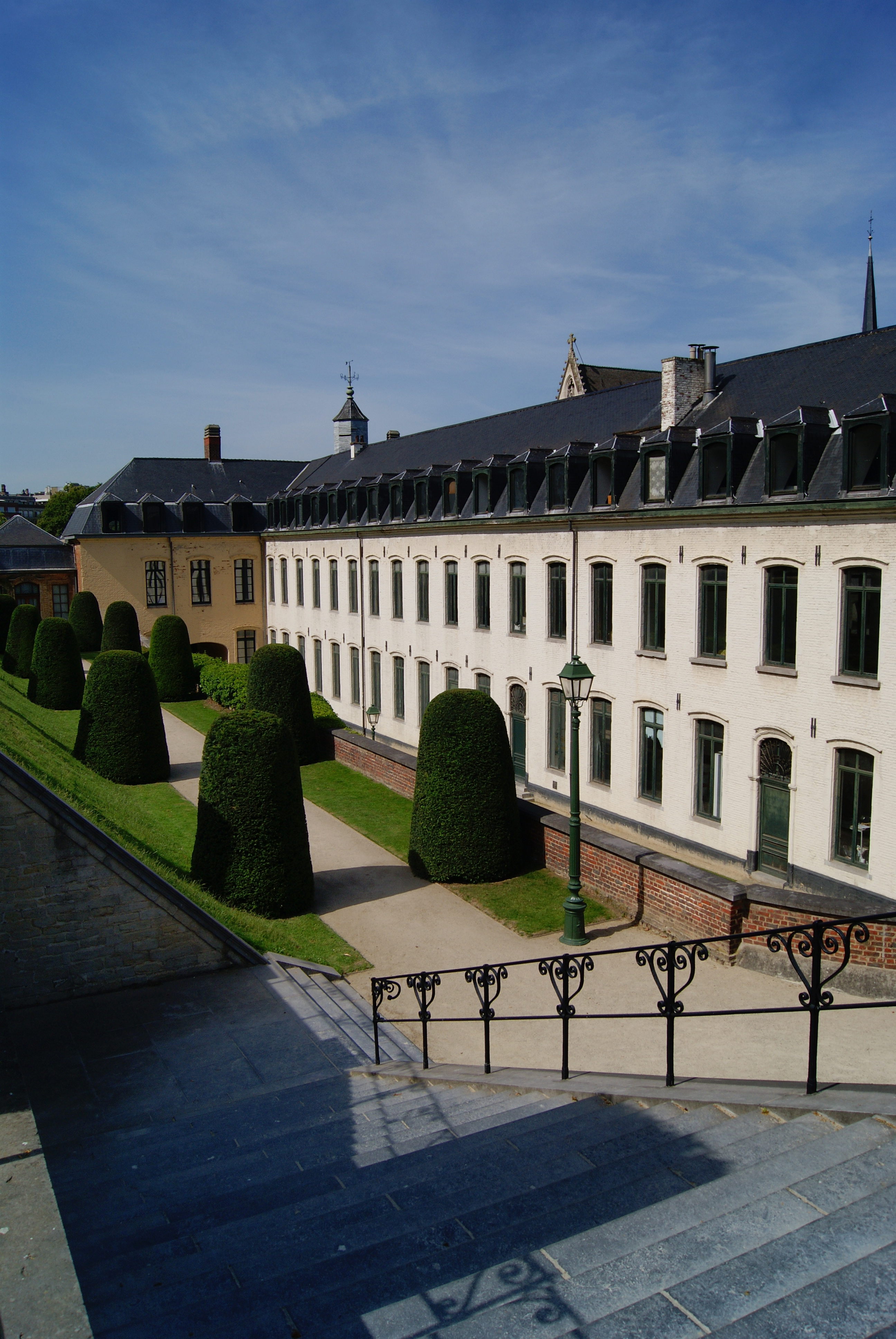
École nationale supérieure des arts visuels

De École nationale supérieure des arts visuels (ENSAV) is een hogeschool van de Franse Gemeenschap in België, gevestigd in de Abdij Ter Kameren bij Brussel. In kunstkringen is ze bekend als "ter Kameren" of "La Cambre".

## Geschiedenis
De school werd in 1926 opgericht door Henry Van de Velde als Institut supérieur des arts décoratifs / Nationale Hoogere School voor Sierkunst. Hij werkte daarvoor in de lijn van een kunstschool in Weimar, die hij begin 20e eeuw opstartte, maar die door oorlogsomstandigheden niet van de grond kwam. Niettemin werd daar de kiem van het latere Bauhaus gelegd. In België kreeg hij steun van de progressieve minister van Wetenschappen en Schone Kunsten, Camille Huysmans, maar ook wat tegenstand van de traditionele kunstacademies. Hij zocht van bij de aanvang een verscheidenheid van leerkrachten, om een open en pluriforme opleiding te bieden. Kenmerkend voor die open geest was ook dat de school als eerste in België vrouwelijke studenten toeliet tot een hogere kunstopleiding. De doorbraak kwam er bij het grote publiek na de eerste tentoonstelling van de werken van de afgestudeerden in het Paleis voor Schone Kunsten te Brussel in 1931.

### Directie
Na zijn vertrek werd de school achtereenvolgens geleid door:
- Herman Teirlinck, (1936-1950), dramaturg
- Léon Stynen (1950-1964), architect
- Robert-Louis Delevoy (1965-1979), kunsthistoricus
  - Dat de school geleid werd door mensen van verschillende disciplines en verschillende culturele achtergronden is illustratief voor de open geest.

Na de staatshervorming moest de school kiezen voor een van beide cultuurgemeenschappen, en werd dan een hogeschool van de Franse Gemeenschap, maar de kunst blijft de voornaamste voertaal. Nog steeds is slechts ca 50 % van de studenten een Franstalige Belg.
- Joseph Noiret (1980-1992), schrijver
- France Borel (1992-2002), kunsthistorica
- Caroline Mierop (2003-2017), urbaniste
- Benoît Hennaut (2017-   ), theatrale kunsten

### Opleidingen
Naast de traditionele opleidingen in de plastische kunsten (beeldhouwen, illustratie,...), kwam er na de Tweede Wereldoorlog al snel een afdeling fotografie bij, en in 1954 een opleiding in industrieel ontwerpen, als eerste in België.
In 1980, samen met de overheveling naar de gemeenschappen, werd de architectuuropleiding losgekoppeld en ondergebracht in het Flageygebouw. In de plaats daarvan kwamen onder meer de afstudeerrichtingen modeontwerp en stedenbouw.

## Huidige organisatie (2009-2010)
De school biedt 18 "opties" op het niveau Master aan. Sommige zijn afzonderlijke studierichtingen, andere een keuzemogelijkheid binnen meerdere studiemogelijkheid, als een soort "cross-over" tussen disciplines, geheel in de geest van Henry Van de Velde, om starre disciplines te overstijgen:
- Binnenhuisarchitectuur
- Keramiek
- Animatiefilm
- Grafische en visuele communicatie
- Industrieel ontwerpen
- Textielontwerp
- Modeontwerp
- tekenen
- Ruimtelijke ordening
- Gravure
- Schilderkunst
- Fotografie
- Boekbinden
- Conservatie en restauratie van kunstvoorwerpen
- Theaterregie
- Beeldhouwkunst
- Typografie

Samen met het Brussels Conservatorium en de afgesplitste architectenopleiding vormt de École nationale supérieure des arts visuels de artistieke poot binnen de universitaire associatie rond de Université libre de Bruxelles.
Rond de school ontwikkelt zich ook een (inter)nationaal netwerk in de kunsten, ook geheel in de geest van de stichter, met 
- uitwisselingen van leerkrachten en leerlingen met andere instellingen
- avondonderwijs, workshops, onderwijs voor sociale promotie, masterclasses, ...
- tentoonstellingen, seminaries, internationale congressen en studiedagen

## Enkele Alumni
- Victor Bourgeois, architect
- Huib Hoste, architect
- Oscar Jespers, beeldhouwer
- Joris Minne, illustrator
- Paul Delvaux, schilder
- Pierre Alechinsky en andere leden van de Cobragroep, schilders
- Lisa Kohl, video- en installatiekunstenaar
- Lucien Kroll, architect
- Herman Lampaert, graficus
- Mariette Salbeth, tekenaar en illustratrice
- Paule Nolens, schilder, glaskunstenaar
- Anthony Vaccarello, modeontwerper
- Charles Vandenhove, architect
- Willy Van Der Meeren, architect
- Marine Serre, modeontwerper